# Museo del Desierto de Arizona-Sonora
El Museo del Desierto de Arizona-Sonora (del inglés: Arizona-Sonora Desert Museum) es un zoológico, museo y jardín botánico del desierto de 22.24 acres (9 hectáreas) de extensión, en Tucson, Arizona, Estados Unidos. Su código de reconocimiento internacional como institución botánica, así como las siglas de su herbario es ASDM.

## Localización
- Promedio de temperaturas 22 °F (−6 °C) a 110 °F (43 °C).
- Promedio anual de lluvias 289 mm.

Arizona-Sonora Desert Museum, 2021 N. Kinney Road Tucson, Condado de Pima, Arizona 85743-8918Estados Unidos de América.32°14′38″N 111°10′5″O / 32.24389, -111.16806

## Historia
Fundado en 1952, fue creado por William Carr y Arthur Pack con un enfoque expositivo en los animales y plantas que viven en el desierto de Sonora, y es pionero en la creación de cerramientos de apariencia natural para los animales.
El « Center for Sonoran Desert Studies », fue fundado en el 2005, dirige las funciones educativas y científicas del museo y es un eje para la investigación, la educación y la conservación en el Desierto de Sonora.

## Colecciones de plantas
Alberga un total de 40000 accesiones de plantas vivas. Entre sus colecciones especiales destacan:
- Agavaceae (46 spp., 59 taxones[4]),
- Cactaceae (160 spp., 180 taxones),
- Bursera (8 taxones/spp.),
- Fouquieria (5 taxones/spp.),
- Jatropha (5 taxones/spp.),
- Tillandsia (7 taxones/spp.).
- Plantas Nativas de la región de Sonora, incluyendo a Jatropha, Bursera, Tillandsia y Fouquieria.

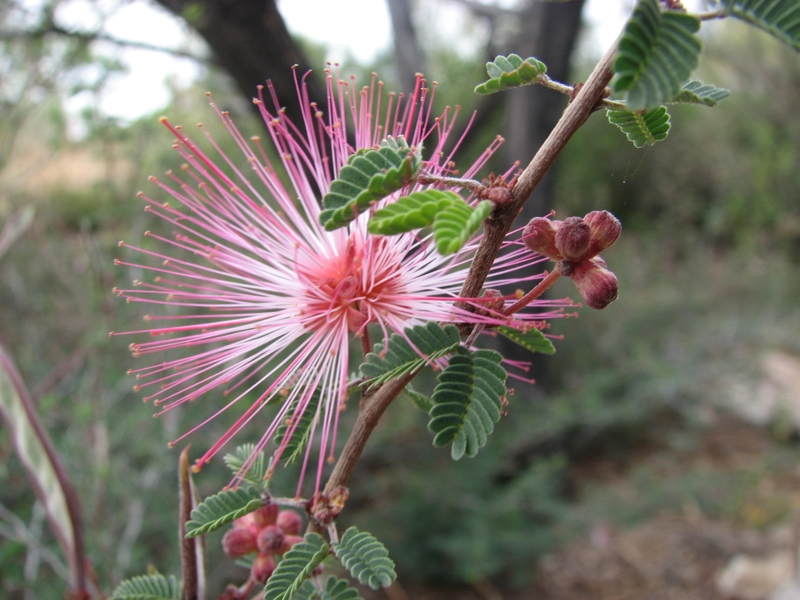
Calliandra eriophylla, planta en el Sonora Desert Museum

## Actividades
El equipo de personas que existe en el museo realizan varias actividades a lo largo del año, así :
- programas de conservación,
- programas de investigación,
- programas de estudio de la biología de las especies invasoras y su control.
- programas educativos

El parque zoológico tiene un programa enfocado para los docentes menores de edad «Junior Docent program», en el que los alumnos de los colegios con una edad comprendida entre los 13 y los 18 años pueden aprender sobre las plantas y los animales en el museo. El «Junior Docent volunteer» Voluntario menor del docente un día cada fin de semana para presentar una determinada información relacionada con el museo a los visitantes.